# Sollevamento pesi ai Giochi della XXXIII Olimpiade
Le prove di sollevamento pesi ai Giochi della XXXIII Olimpiade si sono svolte nel Padiglione 6 del Paris Expo Porte de Versailles dal 7 all'11 agosto 2024. Si sono disputate dieci gare, cinque maschili e cinque femminili: rispetto all'edizione precedente sono stati eliminati quattro eventi, due maschili e due femminili.

## Qualificazioni
Per Parigi 2024 sono disponibili 120 posti per il sollevamento pesi, con un'equa distribuzione tra uomini e donne, quasi ottanta in meno in totale rispetto a Tokyo 2020. I NOC qualificati possono iscrivere un massimo di tre sollevatori di pesi per sesso, con un massimo di uno per ciascuna categoria di peso corporeo.
Oltre l'83% della quota totale sarà assegnata ai dieci sollevatori di pesi con il punteggio più alto in dieci diverse classi di peso attraverso la classifica biennale di qualificazione olimpica IWF (dal 1 agosto 2022 al 28 aprile 2024). Altri cinque posti per sesso saranno offerti al sollevatore di pesi con il punteggio più alto in lizza per la qualificazione e al di fuori dei primi dieci in base alla sua rappresentanza continentale (Africa, Americhe, Asia, Europa o Oceania) dall'elenco.

## Calendario
| Uomini | 61 kg | 73 kg | 89 kg | 102 kg +102 kg |        | 5  |
| Donne  | 49 kg | 59 kg | 71 kg | 81 kg          | +81 kg | 5  |
| Totale | 2     | 2     | 2     | 3              | 1      | 10 |

|  | Finali |

## Podi

### Uomini
| Evento                   | Oro              | Perform. | Argento             | Perform. | Bronzo             | Perform. |
| fino a 61 kg (dettagli)  | Li Fabin         | 310      | Theerapong Silachai | 303      | Hampton Morris     | 298      |
| fino a 73 kg (dettagli)  | Rizki Juniansyah | 354      | Weeraphon Wichuma   | 346      | Božidar Andreev    | 344      |
| fino a 89 kg (dettagli)  | Karlos Nasar     | 404      | Yeison López        | 390      | Antonino Pizzolato | 384      |
| fino a 102 kg (dettagli) | Liu Huanhua      | 406      | Akbar Djuraev       | 404      | Jaŭhen Cichancoŭ   | 402      |
| oltre 102 kg (dettagli)  | Lasha Talakhadze | 470      | Varazdat Lalayan    | 467      | Gor Minasyan       | 461      |

### Donne
| Evento                  | Oro            | Perform. | Argento        | Perform. | Bronzo             | Perform. |
| fino a 49 kg (dettagli) | Hou Zhihui     | 206      | Mihaela Cambei | 205      | Surodchana Khambao | 200      |
| fino a 59 kg (dettagli) | Luo Shifang    | 241      | Maude Charron  | 236      | Kuo Hsing-chun     | 235      |
| fino a 71 kg (dettagli) | Olivia Reeves  | 262      | Mari Sánchez   | 257      | Angie Palacios     | 256      |
| fino a 81 kg (dettagli) | Solfrid Koanda | 275      | Sara Ahmed     | 268      | Neisi Dajomes      | 267      |
| oltre 81 kg (dettagli)  | Li Wenwen      | 309      | Park Hye-jeong | 299      | Emily Campbell     | 288      |

## Medagliere
| Pos.   | Paese                       | Oro | Argento | Bronzo | Totale |
| ------ | --------------------------- | --- | ------- | ------ | ------ |
| 1      | Cina                        | 5   | 0       | 0      | 5      |
| 2      | Bulgaria                    | 1   | 0       | 1      | 2      |
| 2      | Stati Uniti                 | 1   | 0       | 1      | 2      |
| 4      | Georgia                     | 1   | 0       | 0      | 1      |
| 4      | Indonesia                   | 1   | 0       | 0      | 1      |
| 4      | Norvegia                    | 1   | 0       | 0      | 1      |
| 7      | Thailandia                  | 0   | 2       | 1      | 3      |
| 8      | Colombia                    | 0   | 2       | 0      | 2      |
| 9      | Armenia                     | 0   | 1       | 0      | 1      |
| 9      | Canada                      | 0   | 1       | 0      | 1      |
| 9      | Egitto                      | 0   | 1       | 0      | 1      |
| 9      | Romania                     | 0   | 1       | 0      | 1      |
| 9      | Corea del Sud               | 0   | 1       | 0      | 1      |
| 9      | Uzbekistan                  | 0   | 1       | 0      | 1      |
| 15     | Ecuador                     | 0   | 0       | 2      | 2      |
| 16     | Bahrein                     | 0   | 0       | 1      | 1      |
| 16     | Taipei cinese               | 0   | 0       | 1      | 1      |
| 16     | Gran Bretagna               | 0   | 0       | 1      | 1      |
| 16     | Italia                      | 0   | 0       | 1      | 1      |
| 16     | Atleti Individuali Neutrali | 0   | 0       | 1      | 1      |
| Totale | Totale                      | 10  | 10      | 10     | 30     |